# 秘魯中喙鯨
祕魯中喙鯨（學名Mesoplodon peruvianus）旧称秘鲁喙鲸，是相當晚期才被發現的喙鯨。1976年，科學家在祕魯的魚市場中發現不知名的喙鯨頭骨，鑑定後認為是中喙鯨屬喙鯨，但物種不明；直到1985年才在祕魯另一處魚市場發現完整樣本。原先認為牠們僅分布於南太平洋東部，但是在1990年時，有2頭個體在下加利尼福亞（Baja California）南端擱淺，其中1頭尚存腐爛屍肉，另1頭僅存骨骸；另外在紐西蘭的凱古拉（Kaikoura）附近也曾發現擱淺個體。牠們是迄今發現體型最小的喙鯨，一般較常用的俗名是小喙鯨（Pygmy Beaked Whale）和小中喙鲸。

## 基本資料
其他俗名：
- 英：Lesser Beaked Whale、Bandolero beaked whale或Peruvian beaked whale
- 法：MÉSOPLODON PYGMÉE

出生時身長體重：1.6m，體重未知
最大身長體重紀錄：3.9m，體重未知
壽命：未知

## 外型特徵
祕魯中喙鯨的體型與其他中喙鯨屬喙鯨相近，呈紡錘狀，身體橫切面周長最大的區域在胸鰭與背鰭之間。背鰭小而呈三角形，略呈鐮刀狀，大約在背部2/3的位置。尾柄粗厚，尾鰭很寬（相當於全長的1/4）。額隆在噴氣孔前方鼓起，以相當陡的角度與短嘴喙連接，嘴部曲線朝後方彎曲上翹。成年雄鯨下顎有2顆牙齒，位於嘴喙尖端後方，僅稍微突出下顎骨，當牠們閉上嘴巴時便看不見。成鯨背部與側面普遍為暗灰色，腹面則淺得多，特別是在下顎、喉嚨與肚臍前方。背鰭、胸鰭、尾鰭皆呈暗灰色。

## 分布
祕魯中喙鯨已知棲息於祕魯與智利外海、約南緯11度至29度15分的海域，以及加利福尼亞灣（Gulf of California）西南部、墨西哥西部海岸與美國加州南部外海。在約北緯11度、西經98度處曾目擊到由3頭個體組成的小群體，在墨西哥拉巴斯的目擊記錄則尚未證實。由紐西蘭的擱淺記錄顯示，牠們在南太平洋西部可能亦有分布。

## 習性、生殖、食性
對於祕魯中喙鯨的社會結構、習性或生殖狀況幾乎一無所知。在中美洲西部外海曾目擊到由2頭成鯨與1頭雌鯨組成的群體。由1頭未成年雄鯨胃內容物發現幾乎全為魚類殘骸，顯示牠們以此為主食，可能也包含魷魚。

## 現狀
在1980年代最初發現的10頭個體中，至少有6頭死於祕魯外海的流刺網。由於科學家取得的樣本只是祕魯捕獲的一小部分，被捕殺總量可能相當多。其數量不明，無法判斷該物種是否受威脅而有滅絕危險。